# Talkartoons
A Talkartoons egy 42 epizódos animációs rajzfilmsorozat, amelyet a Fleischer Studios készített és a Paramount Pictures forgalmazott 1929 és 1932 között. A filmsorozatot soha sem sugározták Magyarországon.

## Története
A Fleischer testvérek számára a hangosfilmre való áttérés viszonylag egyszerű volt. A Paramount Pictures-el kötött új szerződéssel, a Red Seal Pictures és Alfred Weiss terhe nélkül Max Fleischer szabadon kísérletezhet új, merész ötletekkel. Először a Ko-Ko Song Cartunes sorozat nevét változtatta Screen Songs-ra. Bár a Screen Songs sikeres volt, Fleischer úgy érezte, hogy ez nem elég; Úgy tűnt, hogy Walt Disney is nagy hírnevet szerzett hangosfilmjeivel. Elhatározta, hogy testvérével, Dave-el együtt elkezd dolgozni egy új rajzfilmsorozaton, ahol a karakterek nem csak egyszerűen táncoltak a zenére. Az új sorozat neve Talkartoons lett.
A Talkartoons one-shot rajzfilmekkel indult. A filmsorozat első filmje a Noah's Lark volt, 1929. október 26-án volt a premier. Bár a mű Fleischer -rajzfilm, úgy tűnt, hogy a Paul Terry-filmekről mintázták.
A sorozat ezután új irányt vett Max és Dave testvérének, Lou Fleischernek érkezésével, akinek a zenei és matematikai ismeretei nagy hatást keltettek a stúdióban. Bimbo, a kutya a sorozat kiemelt karaktere lett. Az első rajzfilm, amelyben a Bimbo szerepelt, a Hot Dog volt. Új animátorok, mint például Grim Natwick, Shamus Culhane és Rudy Zamora új ötletekkel léptek be a Fleischer Studios-ba. Natwick kifejezetten off-beat stílusú animálási tehetséggel rendelkezett, amely segített abban, hogy a rövidfilmek szürreálisabbak legyenek. Talán a legnagyobb hozzájárulása a Talkartoons sorozathoz és a Fleischer Stúdióhoz a Betty Boop és a Dizzy Dishes megalkotása volt 1930-ban.
1931 végére Betty Boop-é lett a sorozat. Koko the Clown-t harmadik szereplő lett Betty és Bimbo mellett. 1932-re a sorozat elkerülhetetlenül véget ért, helyette Betty Boop saját spin-off sorozatot kapott, Bimbo és Koko itt másodlagos szereplőként jelent meg.

## Filmográfia
| 1929-1930 |                                     |                         |                                  | |
| #         | Film címe                           | Hivatalos kiadási dátum | Animátor                         | Jegyzetek |
| 1         | Noah's Lark                         | 1929. október 26.       | Nem ismert animátor.             | - Első epizód a Talkartoons sorozatban. |
| 2         | Marriage Wows                       | 1930 január 19.         | Nem ismert animátor              | - A rajzfilm nem veszett el - Munkacíme: Wedding Belles |
| 3         | Radio Riot                          | 1930. február 10.       | Nem ismert animátor              | - A végén látható lefekvés előtti történetet Yip Harburg írta. |
| 4         | Hot Dog                             | 1930 március. 12.       | No animators credited            | - Bimbo első feltűnése (még csak névtelenül) - Az első olyan Fleischer-rajzfilm, ami szürke tónusokat tartalmaz. - Az első olyan Fleischer -rajzfilm, amelynek zenéjét Lou Fleischer szerezte. - Az egyik zeneszámon belül Eddie Peabody "Saint Louis Blues" felvételét használja. |
| 5         | Fire Bugs                           | 1930. május 4.          | Ted Sears Grim Natwick           | - Bimbo rajzfilm (még mindig névtelenül). - Az első Fleischer -rajzfilm, ami felsorolja az animátorokat. |
| 6         | Wise Flies                          | 1930 július 14.         | Willard Bowsky Ted Sears         | - A filmzenében Eddie Peabody "Some of These Days" felvételét használja. - Nem felsorolt animátor: Zord Natwick |
| 7         | Dizzy Dishes                        | 1930. augusztus 9.      | Grim Natwick Ted Sears           | - Bimbo rajzfilm. Betty Boop első megjelenése (ő és Bimbo is névtelen). - A sorozatban megmaradt új címkártya első megjelenése. - Hivatalosan megjelent a Betty Boop: The Essential Collection 2. második gyűjteményén |
| 8         | Barnacle Bill                       | 1930. augusztus 15.     | Rudy Zamora Seymour Kneitel      | - Bimbo és Betty rajzfilm, amelyben Barnacle Bill és Nancy Lee (megnevezett) szerepében láthatóak. - Nem felsorolt animator: Grim Natwick |
| 9         | Swing You Sinners!                  | 1930. szeptember 22.    | Willard Bowsky Ted Sears         | - Bimbo rajzfilm (még nincs neve). - Tartalmazza a zsidó humorista, Monroe Silver rajzfilmét - Nem felsorolt animátorok: Grim Natwick, Jimmie Culhane, William Henning |
| 10        | Grand Uproar                        | 1930 október 12.        | Seymour Kneitel Al Eugster       | - Bimbo rajzfilm (még mindig nincs neve). |
| 11        | Sky Scraping                        | 1930. november 1        | Ted Sears Willard Bowsky         | - Bimbo -rajzfilm, megnevezve őt a címkártyán; innentől kezdve van neve. |
| 12        | Up to Mars                          | 1930. november 23.      | Rudy Zamora Jimmie Culhane       | - Bimbo rajzfilm |
| 13        | Accordion Joe                       | 1930. december 13.      | Unknown                          | - Bimbo és Betty rajzfilm (bár Betty még mindig névtelen). - Nem elveszett rajzfilm - Egyes források ezt helytelenül 1929 -es kiadásúnak nevezik. |
| 14        | Mysterious Mose                     | 1930. december 29.      | Willard Bowsky Ted Sears         | - Bimbo és Betty rajzfilm (bár Betty még mindig névtelen). - Nem felsorolt animátor: Grim Natwick |
| 1931      |                                     |                         |                                  | |
| #         | Film címe                           | Hivatalos kiadási dátum | Felsorolt animátorok             | Jegyzetek |
| 15        | Ace of Spades                       | Január 6.               | Rudy Zamora Al Eugster           | - Bimbo rajzfilm. - Televíziós példányban létezik, mint a legtöbb Talkartoons-epizód, de a nyomatatott ritkább. Az egyetlen ismert fennmaradt példányt, amely az említett anyagból készült, 2010-ben lett megtalálva. |
| 16        | Tree Saps                           | Január 19.              | Grim Natwick Ted Sears           | - Bimbo rajzfilm. |
| 17        | Teacher's Pest                      | Február 7.              | Grim Natwick Seymour Kneitel     | - Egy Bimbo és Betty rajzfilm (bár Betty, aki csak rövid ideig jelenik meg, még mindig névtelen). |
| 18        | The Cow's Husband                   | Március 14              | Jimmie Culhane R. Eggeman        | - Bimbo rajzfilm. - A bika táncát rotoszkópolták. |
| 19        | The Bum Bandit                      | Április 6               | Willard Bowsky Al Eugster        | - Bimbo és Betty rajzfilm (bár Betty neve itt "Dangerous Nan McGrew"). - Betty Boop először látható karcsú testalkatával. - Nem felsorolt animátor: Grim Natwick |
| 20        | The Male Man                        | Április 26              | Ted Sears Seymour Kneitel        | - Bimbo rajzfilm. - Nem felsorolt animátor: Grim Natwick |
| 21        | Twenty Legs Under the Sea           | Május 5                 | Willard Bowsky Tom Bonfiglio     | - Bimbo rajzfilm. |
| 22        | Silly Scandals                      | Május 23                | Grim Natwick                     | - Bimbo és Betty rajzfilm. Betty először nevezik meg, bár csak "Betty" néven (vezetéknév nincs megadva). |
| 23        | The Herring Murder Case             | Június 24               | Jimmie Culhane Al Eugster        | - Bimbo rajzfilm. Bimbo először látható itt legismertebb kinézetében. - Koko the Clown ebben a hangosfilmben jelenik meg először. |
| 24        | Bimbo's Initiation                  | Július 27               | Ismeretlen                       | - Bimbo és Betty rajzfilm. - Az 50 legnagyszerűbb rajzfilm című könyvben 37. helyezést ért el. - Hivatalosan a Betty Boop: The Essential Collection 2. gyűjteményén jelent meg. |
| 25        | Bimbo's Express                     | Augusztus 22            | Unknown                          | - Bimbo és Betty rajzfilm (Bettynek még mindig nincs vezetékneve). |
| 26        | Minding the Baby                    | Szeptember 28           | Jimmie Culhane Bernard Wolf      | - Betty és Bimbo rajzfilm (Betty teljes neve itt jelenik meg először a címkártyán, "Betty-Boop" -ként stilizálva). |
| 27        | In the Shade of the Old Apple Sauce | Október 19              | Unknown                          | - Bimbo rajzfilm. - Nem keverhető össze a hasonló című 1929-es Screen Song epizóddal, amelynek címe In the Shade of Old Apple Tree, elveszett rajzfilm. |
| 28        | Mask-A-Raid                         | November 9              | Al Eugster Jimmie Culhane        | - Betty és Bimbo rajzfilm. - Az első olyan Talkartoon, amely a rendező és az animátor stábokat külön címkártyára helyezte. - Itt ábrázolják először Betty-t emberként, kutyafüleit karika fülbevaló váltja fel. |
| 29        | Jack and the Beanstalk              | November 22             | Ismeretlen                       | - Betty és Bimbo rajzfilm. - Utolsó alkalom, hogy Betty Boopot kutyaként ábrázolják. |
| 30        | Dizzy Red Riding Hood               | December 12             | Grim Natwick                     | - Betty és Bimbo rajzfilm. |
| 1932      |                                     |                         |                                  | |
| #         | Film címe                           | Hivatalos kiadási dátum | Felsorolt animátorok             | Jegyzetek |
| 31        | Any Rags?                           | Január 5                | Willard Bowsky Thomas Bonfiglio  | - Betty, Bimbo és Koko rajzfilm. |
| 32        | Boop-Oop-a-Doop                     | Január 16               | Ismeretlen                       | - Betty, Bimbo és Koko rajzfilm. - Itt használják először a Sweet Betty című dalt, amely később a Betty Boop sorozat főcímdaljává vált. - Hivatalosan a Betty Boop: The Essential 2. gyűjteményben jelent meg. |
| 33        | The Robot                           | Február 8               | Ismeretlen                       | - Bimbo-rajzfilm, látszólag visszatartva a korábbi produkcióktól (Bimbo primitív kivitelben jelenik meg; Bimbo közelképkor Betty-ként van rajzolva). |
| 34        | Minnie the Moocher                  | Február 28              | Willard Bowsky Ralph Somerville  | - Egy Betty, Bimbo és (röviden) Koko rajzfilm. - Zenéjét Cab Calloway és zenekara szerezte. Ez a rövidfilm a legkorábbi felvételt tartalmazza róla és zenekaráról. - A rozmár táncát magáról Calloway -ról készült felvételek alapján oldották meg rotoszkóp-technikával. - Néha újrakészített tévécímkártyával látható; az eredeti címkártyái az 1980-as évek néhány videó -összeállításainál láthatóak. - A 20. helyezett az 50 legnagyszerűbb rajzfilm című könyvben. - Hivatalosan a Betty Boop: The Essential Collection 3. gyűjteményén jelent meg |
| 35        | Swim or Sink                        | Március 13              | Seymour Knitel Bernard Wolf      | - Betty, Bimbo és Koko rajzfilm. - Egy másik változatnál alternatív címe S. O. S. |
| 36        | Crazy Town                          | Március 26              | James H. Culhane David Tendlar   | - Betty és Bimbo rajzfilm. - Speciális élőszereplős címkártyát tartalmaz. |
| 37        | The Dancing Fool                    | Április 6               | Seymour Kneitel Bernard Wolf     | - Betty, Bimbo és Koko rajzfilm. |
| 38        | Chess-Nuts                          | Április 18              | James H. Culhane William Henning | - Betty, Bimbo és Koko rajzfilm. - Hivatalosan a Betty Boop: The Essential Collection 1. gyűjteményén jelent meg |
| 39        | A-Hunting We Will Go                | Május 3                 | Alfred Eugster Rudolph Eggeman   | - Betty, Bimbo és Koko rajzfilm. |
| 40        | Hide and Seek                       | Május 14                | Roland Crandall                  | - Bimbo rajzfilm, látszólag különbözik a korábbi dizánjtól (Bimbo ismét primitív kivitelben jelenik meg). |
| 41        | Admission Free                      | Június 12               | Thomas Johnson Rudolph Eggeman   | - Betty, Bimbo és Koko rajzfilm. |
| 42        | The Betty Boop Limited              | Július 18               | Willard Bowsky Thomas Bonfiglio  | - Betty, Bimbo és Koko rajzfilm. - Az utolsó epizód a Talkartoons sorozatban. - Hivatalosan a Betty Boop: The Essential Collection 2. gyűjteményén jelent meg. |

## Fordítás
Ez a szócikk részben vagy egészben  a   Talkartoons című angol Wikipédia-szócikk fordításán alapul.  Az eredeti cikk szerkesztőit annak laptörténete sorolja fel. Ez a jelzés csupán a megfogalmazás eredetét és a szerzői jogokat jelzi, nem szolgál a cikkben szereplő információk forrásmegjelöléseként.